# Foveosculum mediorufum
Foveosculum mediorufum là một loài tò vò trong họ Ichneumonidae.